# 郭洙镇
拿督斯里郭洙镇（1941年10月14日—2018年5月22日）是马来西亚政治人物、民政党党员。1990年，他被时任首相马哈迪·莫哈末委任为副工程部长。1995年大选后被任命为国际贸易和工业部副部长。此外，他也曾担任民政党署理主席。
2018年5月22日，郭洙镇在位于吉隆坡的住家病逝，享年77岁。

## 封衔

### 马来西亚
- 霹靂 :
  -  霹雳王冠拿督勋章 (DPMP) - 拿督（1997年）
- 檳城 :
  -  槟城护国辉煌勋章 (DGPN) - 拿督斯里（2002年）